# 強納森·葛雷澤
強納森·葛雷澤（英語：Jonathan Glazer，1965年3月26日—）是一位英國電影導演和編劇。他的職業生涯始於戲劇，之後轉向電影，執導了一些電影長片。格雷澤曾獲得六項英國電影和電視藝術學院獎及兩項奧斯卡獎提名。他以歷史片《夢想集中營》獲得了2023年第76屆坎城影展評審團大獎和費比西獎，並贏得第96屆奧斯卡金像獎最佳国际影片奖，以及獲最佳改編劇本和最佳導演提名。
格雷澤也為電台司令、強烈衝擊、李察·艾希克羅等導演了許多音樂錄影帶。他的作品曾兩度獲得MTV音樂錄影帶大獎最佳導演提名，分別是傑米羅奎的《Virtual Insanity》和電台司令的《Karma Police》。他也曾為柯達、索尼、耐吉、巴克萊和亞歷山大·麥昆等公司執導廣告。

## 风格
他的作品通常以描繪有缺陷和絕望的人物、探索疏離和孤獨等主題、利用全知視角的大膽視覺風格以及戲劇性的音樂運用為特點。
格雷澤經常稱史丹利·庫柏力克為個人最喜歡的電影導演，並表示他與義大利和俄羅斯電影關係密切。對他造成影響的導演包括英格瑪·伯格曼、赖纳·维尔纳·法斯宾德、費德里科·費里尼和皮埃尔·保罗·帕索里尼。

## 私生活
格雷澤以私生活十分謹慎而聞名，格雷澤的伴侶是視覺效果總監瑞秋·彭福爾德（Rachael Penfold）。他們和三個孩子住在倫敦北部的卡姆登。他是猶太人。

## 作品

### 長片
| 年份 | 片名       | 導演 | 劇本 |
| ---- | ---------- | ---- | ---- |
| 2000 | 性感野獸   | 是   | 否   |
| 2004 | 靈異緣未了 | 是   | 是   |
| 2013 | 肌膚之侵   | 是   | 是   |
| 2023 | 夢想集中營 | 是   | 是   |

## 外部連結
- 強納森·葛雷澤在互联网电影资料库（IMDb）上的資料（英文）
- Interview with Jonathan Glazer (Directors Label DVD) by Daniel Robert Epstein for Suicide Girls